# König Zunnar und Prinzessin Sitt al-Husn

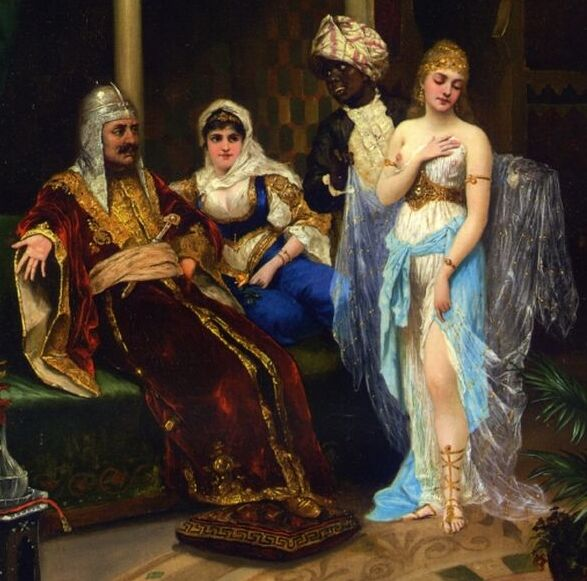
Sitt al-Husn wird als Sklavin vor Zunnar geführt. Gemälde von Moritz Stifter (1857–1905).

König Zunnar und Prinzessin Sitt al-Husn, auch Zunnar ibn Zunnar und die Königstochter des Irak, ist eine Liebesgeschichte aus Tausendundeiner Nacht. In der Arabian Nights Encyclopedia wird sie als ANE 513 gelistet (→ Tausendundeine Nacht – Liste der Geschichten). In der Liebesgeschichte greift die Prinzessin Sitt al-Husn zu einer List, um König Zunnar für sich zu gewinnen.

## Handlung
Im Irak lebte einst ein mächtiger Sultan, der oft auf Feldzüge ging. Er hatte eine Tochter namens Sitt al-Husn, die er über alles liebte. Als er einmal zu einem Feldzug mit einem Heer von zwanzigtausend Reitern rüstete und seine Tochter zurückließ, bat er diese, dass sich etwas wünsche, damit er es ihr mitbringen könne. Zunächst fiel dem Mädchen nichts ein, doch eine Kammerfrau riet ihr nach „Zunnar ibn Zunnar“ zu verlangen. Das Mädchen tat es und dir Vater stimmte zu. Nun ging er auf den langen Feldzug und schlug seine Gegner. Dann erinnerte er sich in einer Stadt an die Bitte seiner Tochter. Es stellte sich heraus, dass Zunnar ein mächtiger König war, der das Land beherrschte, aber nur einmal im Monat seine Palastgemächer verließ. Da suchte er die Audienz und trug Zunnar die Bitte seiner Tochter vor. Doch dieser gab ihm für seine Tochter nur einen Brief mit, in dem stand: 

„Ließest du dir ins Herz mit gleißenden Nagel einbrennen ein Zeichen, Zunnar ibn Zunnar wirst du nimmer erreichen.“
Der beschämte König kehrte nun zu seiner Tochter zurück und übergab ihr den Brief. Daraufhin verbot Sitt al-Husn ihrer Dienstsklavin irgendjemanden in ihr Gemach zu lassen. Sie selbst nahm etwas Golf, legte ein Kleid der Mameluken an, verließ ihre Räume und machte sich auf den Weg zu Zunnar ibn Zunnar. Unterwegs erfuhr sie, dass er drei Schwestern hatte und er jedes Jahr eine von ihnen besuche. Diese Schwester kaufte ihm dann eine weiße Sklavin, die sie ihm mit einem Krug in der Hand vorführt. Wenn Zunnar den Krug des Mädchens annahm und darauf trank, erkannte er die Sklavin als seinen Besitz an. Nun fand Sitt al-Husn Einlass bei ebenjener Schwester, zu der Zunnar kommen wollte und sie bat sie bei ihr bleiben zu dürfen, in der Hoffnung, dass sie Zunnar gefallen könnte. Ihrem Bruder sollte sie sagen, dass sie Sitt al-Husn als Sklavin für ihn gekauft hatte.

So kam es, dass Zunnar seine Schwester besuchte und ihm Sitt al-Husn als Sklavin vorgeführt wurde. Sie gefiel ihm und er nahm sie an und wollte in der Nacht mit ihr schlafen. Doch Sitt al-Husn, die ihre wahre Identität nicht preisgab, erklärte, dass sie ihre Menstruation hatte und so ließ Zunnar von ihr und legte sich neben ihr schlafen. Da ergriff Sitt al-Husn ein Papier und schrieb den folgenden Brief, den sie ihm unter sein Haupt legte.

„O Zunnar ibn Zunnar, es ist kein Scherz, bohr einen glühenden Nagel in dein Herz, dann fühlst du in dir ein Brennen und lernst die Trennungsschmerzen kennen, denn ein Leben lang wirst du bei mir nicht erreichen, wonach du dich sehnst zu deinen Lebzeiten.“
Dann verschwand sie aus dem Zimmer, dem Palast und aus der Stadt und kehrte in den Irak zu ihrem Vater zurück. Am Morgen fand Zunnar den Brief und erkannte, dass die Sklavin die Prinzessin Sitt al-Husn war. Zunnar war berauscht von dem Mädchen und machte sich zur Reise fertig und kehrte im Palast von Sitt al-Husns Vater ein, wo er sich entschuldigte. Daraufhin bat er um die Hand seiner Tochter. Sitt al-Husn und Zunnar ibn Zunnar heirateten. Nachdem er sie entjungfert hatte, erklärte er ihr wiederholt: „Du, bei Gott, hast mich besiegt und mir wegen meiner großen Liebe zu dir den Geist geraubt.“ Das Paar lebte glücklich zusammen.

## Hintergrund

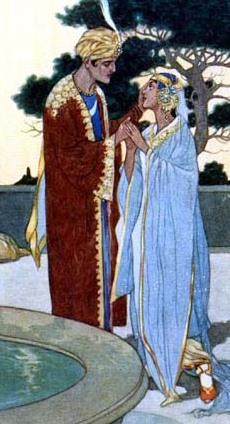
Zunnar und Sitt al-Husn. Zeichnung von Rene Bull, 1898.

Die Geschichte findet sich in den Handschriften von Tausendundeine Nacht ausschließlich in der Wortley-Montague-Handschrift, die von Felix Tauer übersetzt wurde.

## Ausgaben
- Felix Tauer: Neue Erzählungen aus den Tausendundein Nächten, Insel Taschenbuch, Frankfurt am Main 1989, Band 2, S. 306–314 (Wortley-Montague-Handschrift).